# China Open 1993
Die 555 China Open 1993 im Badminton fanden vom 10. bis zum 14. November 1993 in Hangzhou statt. Das Preisgeld betrug 125.000 Dollar, was dem Turnier zu einem Fünf-Sterne-Status im World Badminton Grand Prix verhalf.

## Sieger und Platzierte
| Disziplin    | Gold                           | Silber                     | Bronze                                   |
| ------------ | ------------------------------ | -------------------------- | ---------------------------------------- |
| Herreneinzel | Joko Suprianto                 | Ardy Wiranata              | Hermawan Susanto                         |
| Herreneinzel | Joko Suprianto                 | Ardy Wiranata              | Heryanto Arbi                            |
| Dameneinzel  | Han Jingna                     | Ye Zhaoying                | Minarti Timur                            |
| Dameneinzel  | Han Jingna                     | Ye Zhaoying                | Hu Ning                                  |
| Herrendoppel | Rudy Gunawan Bambang Suprianto | Chen Hongyong Chen Kang    | Pramote Teerawiwatana Sakrapee Thongsari |
| Herrendoppel | Rudy Gunawan Bambang Suprianto | Chen Hongyong Chen Kang    | Ha Tae-kwon Yoo Yong-sung                |
| Damendoppel  | Chen Ying Wu Yuhong            | Lin Yanfen Pan Li          | Eliza Nathanael Zelin Resiana            |
| Damendoppel  | Chen Ying Wu Yuhong            | Lin Yanfen Pan Li          | Qin Yiyuan Zhang Jin                     |
| Mixed        | Chen Xingdong Sun Man          | Yoo Yong-sung Jang Hye-ock | Liang Qing Grace Peng Yun                |
| Mixed        | Chen Xingdong Sun Man          | Yoo Yong-sung Jang Hye-ock | Ha Tae-kwon Kim Shin-young               |

## Finalresultate
| Disziplin    | Sieger                         | Finalist                   | Ergebnis          |
| ------------ | ------------------------------ | -------------------------- | ----------------- |
| Herreneinzel | Joko Suprianto                 | Ardy Wiranata              | 15-8, 8-15, 15-7  |
| Dameneinzel  | Han Jingna                     | Ye Zhaoying                | 12-10, 11-1       |
| Herrendoppel | Rudy Gunawan Bambang Suprianto | Chen Kang Chen Hongyong    | 15-12, 15-12      |
| Damendoppel  | Wu Yuhong Chen Ying            | Lin Yanfen Pan Li          | 4-15, 15-12, 15-4 |
| Mixed        | Chen Xingdong Sun Man          | Yoo Yong-sung Jang Hye-ock | 12-15, 15-9, 15-6 |

## Halbfinalresultate
| Disziplin    | Sieger                         | Gegner                                   | Ergebnis           |
| ------------ | ------------------------------ | ---------------------------------------- | ------------------ |
| Herreneinzel | Joko Suprianto                 | Hermawan Susanto                         | 15-10, 15-10       |
|              | Ardy Wiranata                  | Heryanto Arbi                            | 15-13, 15-4        |
| Dameneinzel  | Han Jingna                     | Minarti Timur                            | 1-11, 11-8, 11-8   |
|              | Ye Zhaoying                    | Hu Ning                                  | 11-8, 11-2         |
| Herrendoppel | Rudy Gunawan Bambang Suprianto | Sakrapee Thongsari Pramote Teerawiwatana | 15-9, 15-10        |
|              | Chen Kang Chen Hongyong        | Ha Tae-kwon Yoo Yong-sung                | 8-15, 15-6, 15-10  |
| Damendoppel  | Wu Yuhong Chen Ying            | Peng Xinyong Zhang Jin                   | 15-6, 15-8         |
|              | Lin Yanfen Pan Li              | Eliza Nathanael Zelin Resiana            | 4-15, 15-4, 15-3   |
| Mixed        | Chen Xingdong Sun Man          | Ha Tae-kwon Kim Shin-young               | 15-12, 15-3        |
|              | Yoo Yong-sung Jang Hye-ock     | Liang Qing Peng Yun                      | 17-18, 18-16, 15-6 |